# 4-Pentensäure
4-Pentensäure ist eine lineare, ungesättigte Carbonsäure mit endständiger Doppelbindung, die stark nach Käse riecht und als Aromastoff verwendet wird.
Zukünftig könnte 4-Pentensäure (neben den isomeren 2-Pentensäure und 3-Pentensäure) als Ausgangsstoff für cellulosebasierte Biotreibstoffe Bedeutung erlangen.
Bei aktuellen Überlegungen zur Gewinnung von Adipinsäure, dem Zwischenprodukt für Polyamid 6.6, aus lignocellulosehaltiger Biomasse spielt 4-Pentensäure und ihr Methylester Methyl-4-pentenoat eine bedeutende Rolle.

## Vorkommen und Darstellung
Klassische Laborverfahren zur Darstellung von 4-Pentensäure sind die Malonestersynthese und die Acetessigestersynthese mit Allylbromid oder aus 1,2,3-Tribrompropan (praktisch quantitativ aus Allylbromid und Brom) als modifizierte Malonestersynthese.
Die alkalische Hydrolyse des substituierten Malonesters liefert den substituierten Malonester, wobei das zweite endständiges Bromatom durch das Malonesteranion als Bromwasserstoff abgespalten wird. Hydrolyse und Decarboxylierung führt zum Natriumsalz der 4-Brom-4-pentensäure, die durch Einwirkung von Ethanol und Natrium zur 4-Pentensäure reduziert wird.
Oxidation von 4-Pentenal (aus Cyclopenten oder Acetaldehyddiallylacetal) mit Sauerstoff erzeugt ebenfalls 4-Pentensäure in relativ bescheidenen Ausbeuten (bis 38 %).
4-Pentensäure wird auch bei der Umsetzung von Propiolacton mit Vinylmagnesiumbromid in Gegenwart von Kupfer(I)-chlorid als Katalysator in einer Ausbeute von 59 % erhalten.
Allylalkohol reagiert mit dem Orthoester Trimethylorthoacetat unter Säurekatalyse mit Propionsäure in der Johnson-Variante der Claisen-Umlagerung zum 4-Pentensäuremethylester, der nach alkalischer Hydrolyse und Ansäuern  4-Pentensäure in 70%iger Ausbeute ergibt.
Von technischem Interesse ist die kontinuierliche Isomerisierung insbesondere von 3-Pentensäuremethylester zum 4-Pentensäuremethylester. und Hydrolyse zur 4-Pentensäure. Der erforderliche 3-Pentensäuremethylester fällt in Ausbeuten von >90 % (als ca. 70 % 3-(E)-trans- und 30 % 3-(Z)-cis-Gemisch) bei der Carbonylierung von 1,3-Butadien mit CO und Methanol in Pyridin/3-Picolin-Gemisch mit Dicobaltoctacarbonyl als Katalysator an. Isomerisierung mit Palladium auf sauren Ionenaustauschern oder Zeolithen liefert Isomerengemische mit bis zu 10 Gewichtsprozent 4-Pentensäureester, der destillativ aus dem Gemisch entfernt wird. Die 3-Ester im Destillationssumpf werden in die Isomerisierungsreaktion zurückgeführt.
Trotz Rückführung der unveränderten 3-Pentensäureester ist dieser Weg zu 4-Pentensäure kaum wirtschaftlich.
4-Pentensäure ist eine Komponente des bei der ringöffnenden sauren Hydrolyse von γ-Valerolacton entstehenden Pentensäuregemisches aus insgesamt fünf Isomeren: 4-Pentensäure, 3-Pentensäure (in cis- und trans-Konfiguration) und der thermisch stabilsten 2-Pentensäure (cis und trans).
Unter etwas milderen Bedingungen und vollständigem Umsatz der Edukte erfolgt die Reaktion eines γ-Valerolacton/Methanol-Gemisches zu den isomeren Pentensäureestern, aus denen nach Hydrolyse 4-Pentensäure isoliert werden kann.

## Eigenschaften
4-Pentensäure wirkt korrosiv und verströmt einen strengen Käsegeruch.

## Anwendungen
Bromverbindungen, wie z. B. N-Bromsuccinimid oder Iod bzw. Iodchlorid überführen 4-Pentensäure praktisch quantitativ in die entsprechenden Halogenmethyl-butyrolactone.
Aus dem Iodmethyl-butyrolacton wird durch Dehydrohalogenierung mittels Diazabicycloundecen DBU das 5-Methylenbutyrolacton erhalten.
4-Pentensäure dient zur Synthese des Monomers 2-(3-Butenyl)-2-oxazolin,
an dessen terminaler Doppelbindung in Homo- und Copolymeren in so genannten Thiol-En-Click-Additionsreaktionen sehr schonend und effizient thiolfunktionalisierte Moleküle addiert werden können.
Durch Einbau von 4-Pentensäure in das neutrale thermoresponsive Polymer N-Isopropylacrylamid werden copolymere sphärische Mikrogele erhalten, deren Durchmesser sich bei pH-Verschiebung drastisch verändern.
4-Pentensäure reagiert mit Schwefelsäure oder Eisentriflat unter intramolekularer Cyclisierung zu γ-Valerolacton.
Die Reaktion ist reversibel und liefert Gemische der isomeren Pentensäuren.
Als Folgeprodukt insbesondere der alkalischen Hydrolyse von γ-Valerolacton, einer Plattformchemikalie aus nachwachsenden Rohstoffen, hat 4-Pentensäure in jüngerer Zeit größere Aufmerksamkeit geweckt. Durch Decarboxylierung an sauren Zeolithen entstehen n-Butene, die an sauren Ionenaustauschern (Amberlyst 70) in einer Gesamtausbeute von 77 % zu C8+-Alkenen di- bzw. oligomerisiert werden können.
Die erhaltenen Alkene sind nach Hydrierung als biogener Benzin- bzw. Dieselkraftstoff verwendbar.
Die bei der sauren Hydrolyse von γ-Valerolacton anfallenden isomeren Pentensäuren können zu Valeriansäure hydriert und mit Alkoholen zu den entsprechenden Estern umgesetzt werden.
Der Valeriansäureethylester hat benzinartige Eigenschaften, die höheren Ester sind als Dieselersatz verwendbar.
Zukunftspotential könnte die Umsetzung der isomeren Pentensäure- bzw. Pentensäureestergemische aus der Hydrolyse von γ-Valerolacton für die Herstellung des Polyamid 6-Monomeren ε-Caprolactam (nach Hydroformylierung zu 5-Formylvaleriansäure und reduktiver Aminierung) bzw. des Polyamid-6.6-Bausteins Adipinsäure durch Carbonylierung in Gegenwart von Wasser mit Palladiumacetat und dem Phosphinligand 1,2-Bis(di-tert-butylphosphinomethyl)benzol unter Verschiebung der Doppelbindung von der 2- und 3- in die 5-Position oder Adipinsäuredimethylester durch Methoxycarbonylierung in Gegenwart von Methanol und dem Hydroformylierungskatalysatorensystem Dicarbonylacetylacetonato-rhodium(I) [Rh(acac)CO)2]/Tris(natrium-meta-sulfonatophenyl)phosphan.
Aus dem Adipinsäureester ist die Diolkomponente 1,6-Hexandiol für Polyester oder von Hexamethylendiamin, dem Diaminbaustein für Polyamid 6.6, zugänglich.
In Versuchen an Tieren und an Zellorganellen konnte die Hemmung der Fettsäureoxidation und die blutzuckersenkende Wirkung von 4-Pentensäure nachgewiesen werden.